# Кожуховский мост
Кожуховский мост — автодорожный мост через Кожуховский рукав реки Москвы, соединяющий Южнопортовый район с Нагатинской поймой. Трасса проходит по части территории Нагатинской поймы, пересекает Москву-реку, проходит в створе 2-го Южнопортового проезда и примыкает к 1-му Южнопортовому проезду. Кожуховский мост стал частью новой шестиполосной магистрали, по которой можно попасть с юго-востока столицы к парку «Остров мечты» в Нагатинской пойме и полуострову «ЗИЛ» на юге города.
Генеральным подрядчиком и техническим заказчиком объекта выступил АО «Мосинжпроект».

## Конструкция
Мост состоит из двух типов пролётных строений: сталежелезобетонного и металлического. Основной металлический пролёт размещён над Кожуховским затоном. На нём обустроены по три полосы движения в каждом направлении. Длина моста составляет 527 метров.
Особенность конструкции — две русловые опоры. Это высокие фундаменты на свайном основании, расположенные над водой. Такая же технология сооружения водных опор использовалась при строительстве моста через Керченский пролив.
При устройстве фундамента опор моста использовались комбинированные сваи: полые в нижней части и заполненные бетонном в верхней, забивка которых в грунт осуществлялась как вертикально, так и под расчётным углом, обеспечивая надёжность и долговечность сооружения.

## Строительство

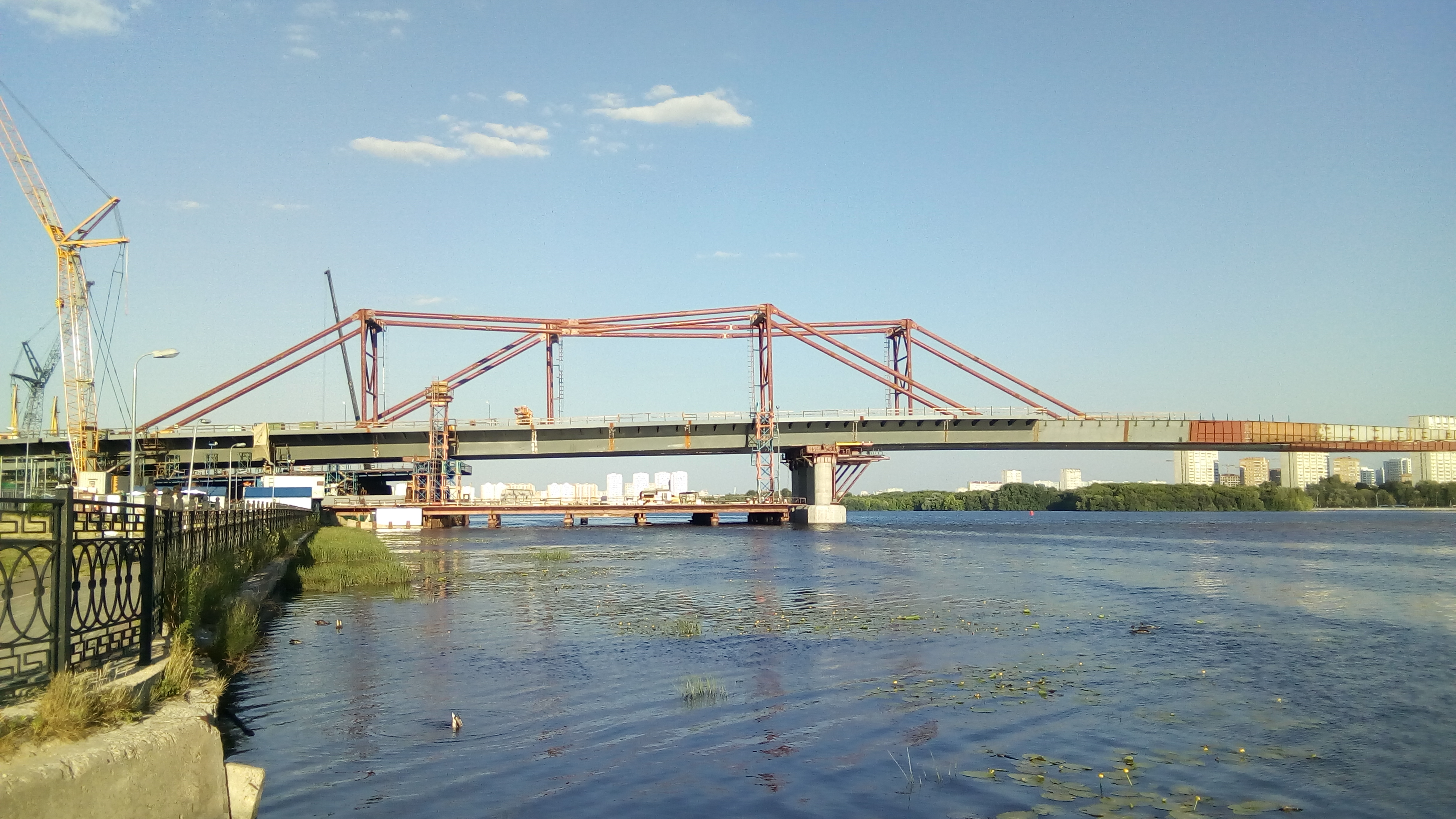
Строительство моста в июне 2019 года

По данным подрядчика, на конец мая 2019 года строительная готовность автомобильного моста составляла порядка 40 %. Со стороны парка развлечений «Остров мечты» завершено сооружение подпорных стен моста, смонтированы металлическое пролётное строение и железобетонная плита проезжей части; производилась сборка пролётного строения над Кожуховским затоном.
По данным подрядчика, в конце июля 2019 года было выполнено около 70 % работ по строительству моста.
По состоянию на конец августа 2019 года осталось доделать 36 метров пролётного строения. Специалистами велись работы по бетонированию и надвижке последних двух закладок, которые «сомкнули» мост. 
Далее были проведены работы по укладке первичного и вторичного слоёв асфальтового покрытия, монтаж систем водостока и освещения.
В декабре 2019 года строительство моста было практически завершено, строителями на тот момент вёлся монтаж и испытания систем водостока и освещения.
Мост был открыт 25 декабря 2019 года.